# Biru
O biru (Steindachnerina brevipinna) é um peixe existente apenas na América do Sul.
Pertence à família Curimatidae. Esta família abrange várias das espécies conhecidas como Biru.
É um peixe que possui hábito detritívoro.